# 1912년 하계 올림픽 포르투갈 선수단
포르투갈은 1912년 5월 5일부터 7월 27일까지 스웨덴 스톡홀름에서 열린 제5회 하계 올림픽에 선수단을 파견했다. 포르투갈의 올림픽 출전은 사상 처음으로, 총 6명의 선수가 세 종목에 출전하였으나 메달 획득에는 실패하였다. 개막식 기수는 마라톤에 출전한 프란시스쿠 라자루(Francisco Lázaro)가 맡았는데 경기 도중 심각한 탈수증에 걸렸고 이후 사망하는 사건이 발생하였다.

## 육상
총 네 명의 선수가 육상 경기에 참가하였다. 마라톤에 참가한 라자루 선수는 발한을 막기 위해 왁스를 발랐는데 오히려 이게 독이 되어 경기 도중에 탈수증으로 쓰러졌고, 다음날 아침 사망하였다.
아래 표의 순위는 각 예선에서의 순위이다.
| 선수                      | 세부 종목 | 예선      | 예선      | 준결선    | 준결선    | 결선      | 결선      |
| 선수                      | 세부 종목 | 기록      | 순위      | 기록      | 순위      | 기록      | 순위      |
| 프란시스쿠 라자루         | 마라톤    | 경기 없음 | 경기 없음 | 경기 없음 | 경기 없음 | 완주 못함 | 완주 못함 |
| 아르만두 루자르테코르테장 | 400m      | ?         | 3         | 진출 실패 | 진출 실패 | 진출 실패 | 진출 실패 |
| 아르만두 루자르테코르테장 | 800m      | ?         | 2 Q       | ?         | 6-9       | 진출 실패 | 진출 실패 |
| 안토니우 스트롬프         | 100m      | ?         | 3         | 진출 실패 | 진출 실패 | 진출 실패 | 진출 실패 |
| 안토니우 스트롬프         | 200m      | ?         | 3         | 진출 실패 | 진출 실패 | 진출 실패 | 진출 실패 |

## 펜싱
| 선수              | 세부 종목 | 예선 라운드 | 예선 라운드 | 준준결선  | 준준결선  | 준결선    | 준결선    | 결선      | 결선      |
| 선수              | 세부 종목 | 승패        | 순위        | 승패      | 순위      | 승패      | 순위      | 승패      | 순위      |
| 페르난두 코헤이아 | 에페      | 실격        | 실격        | 진출 실패 | 진출 실패 | 진출 실패 | 진출 실패 | 진출 실패 | 진출 실패 |

## 레슬링

### 그레코로만형
총 두 명의 선수가 참가하였는데 두사람 모두 1차전에선 패배, 2차전에선 승리, 3차전에서 패배로 탈락하였다.
| 선수              | 세부종목 | 1차전                 | 2차전             | 3차전                 | 4차전     | 5차전     | 6차전     | 7차전     | 결승            | 결승            | 결승            | 결승 |
| 선수              | 세부종목 | 상대 결과             | 상대 결과         | 상대 결과             | 상대 결과 | 상대 결과 | 상대 결과 | 상대 결과 | A경기 상대 결과 | B경기 상대 결과 | C경기 상대 결과 | 순위 |
| ----------------- | -------- | --------------------- | ----------------- | --------------------- | --------- | --------- | --------- | --------- | --------------- | --------------- | --------------- | ---- |
| 안토니우 페레이라 | 페더급   | 하파넨 (FIN) · 패     | 매캔지 (GBR) · 승 | 안데르손 (SWE) · 패   | 진출 실패 | 진출 실패 | 진출 실패 | 진출 실패 | 진출 실패       | 진출 실패       | 진출 실패       | 19   |
| 조아킹 빅탈       | 미들급   | 카르체레리 (ITA) · 패 | 바리에 (FRA) · 승 | 아시카이넨 (FIN) · 패 | 진출 실패 | 진출 실패 | 진출 실패 | 진출 실패 | 진출 실패       | 진출 실패       | 진출 실패       | 20   |